# Torneo Clausura 2018 (Paraguay)
El Torneo Clausura 2018 (también llamado Copa de Primera - Tigo - Visión Banco, por motivos de patrocinio comercial), denominado «Dr. Gerónimo Angulo Gastón», fue el centésimo décimo noveno campeonato oficial de Primera División de la Asociación Paraguaya de Fútbol (APF). Comenzó el 17 de julio y finalizó el 8 de diciembre.
El Club Olimpia se coronó campeón a falta de dos fechas para la conclusión del certamen, logrando así su título número 42 de Primera División, el segundo en forma consecutiva tras la obtención del torneo Apertura.

## Sistema de competición
Como en temporadas anteriores, el modo de disputa es el mismo bajo el sistema de todos contra todos con partidos de ida y vuelta, unos como local y otros como visitante en dos rondas de once jornadas cada una. Es campeón el equipo que acumula la mayor cantidad de puntos al término de las 22 fechas.
En caso de igualdad de puntos entre dos contendientes se define el título en un partido extra. De existir más de dos en disputa se toman en cuenta los siguientes parámetros:
1) saldo de goles;
2) mayor cantidad de goles marcados;
3) mayor cantidad de goles marcados en condición de visitante;
4) sorteo.

## Equipos participantes
El campeonato tiene la participación de doce equipos. Los únicos que han disputado todas las temporadas de esta categoría (también conocida como División de Honor) son Olimpia y Guaraní. Igualmente, los clubes Cerro Porteño, General Díaz y Deportivo Capiatá nunca han descendido desde sus ingresos, en 1913 y 2013 respectivamente.
| Equipo                | Fundación                | Ciudad          | Estadio             | Capacidad |
| --------------------- | ------------------------ | --------------- | ------------------- | --------- |
| Atlético 3 de Febrero | 20 de noviembre de 1970  | Ciudad del Este | Antonio Aranda      | 28 000    |
| Cerro Porteño         | 1 de octubre de 1912     | Asunción        | General Pablo Rojas | 45 000    |
| Deportivo Capiatá     | 4 de septiembre de 2008  | Capiatá         | Lic. Erico Galeano  | 15 000    |
| Deportivo Santaní     | 27 de febrero de 2009    | San Estanislao  | Juan José Vázquez   | 8000      |
| General Díaz          | 22 de septiembre de 1917 | Luque           | General Adrián Jara | 3300      |
| Guaraní               | 12 de octubre de 1903    | Asunción        | Rogelio Livieres    | 8000      |
| Independiente (CG)    | 20 de septiembre de 1925 | Asunción        | Ricardo Gregor      | 3500      |
| Libertad              | 30 de julio de 1905      | Asunción        | Dr. Nicolás Leoz    | 10 000    |
| Nacional              | 5 de junio de 1904       | Asunción        | Arsenio Erico       | 7000      |
| Olimpia               | 25 de julio de 1902      | Asunción        | Manuel Ferreira     | 14 000    |
| Sol de América        | 22 de marzo de 1909      | Villa Elisa     | Luis Alfonso Giagni | 10 000    |
| Sportivo Luqueño      | 1 de mayo de 1921        | Luque           | Feliciano Cáceres   | 27 000    |

## Relevo de plazas
| Ascendidos a la Primera División                       |
| ------------------------------------------------------ |
| Atlético 3 de Febrero (Campeón de División Intermedia) |
| Deportivo Santaní (Subcampeón de Intermedia)           |

| Descendidos a División Intermedia   |
| ----------------------------------- |
| Rubio Ñu (2º peor promedio)         |
| Sportivo Trinidense (Peor promedio) |

## Datos

### Distribución geográfica
Escala asuncena
Escala departamental
Resaltan en anaranjado las ciudades que conforman el Gran Asunción.
Escala nacional
| Distrito capital/Departamento | Cantidad | Equipos                                                                  |
| ----------------------------- | -------- | ------------------------------------------------------------------------ |
| Asunción                      | 6        | Cerro Porteño, Guaraní, Independiente (CG), Libertad, Nacional, Olimpia. |
| Departamento Central          | 4        | Deportivo Capiatá, General Díaz, Sol de América, Sportivo Luqueño.       |
| Departamento de Alto Paraná   | 1        | Atlético 3 de Febrero.                                                   |
| Departamento de San Pedro     | 1        | Deportivo Santaní.                                                       |

La mayoría de los clubes se concentra en la capital del país. En tanto que cuatro se encuentran a corta distancia en ciudades del departamento Central. Por último, dos pertenecen a los departamentos de Alto Paraná y San Pedro. Se incluye al estadio Defensores del Chaco, propiedad de la Asociación Paraguaya de Fútbol, debido a su uso frecuente por equipos que optan oficiar ahí como locales.
- Nota: La sede social y administrativa del club Sol de América se halla en Barrio Obrero, Asunción, vecina a las de Cerro Porteño y Nacional, pero su campo de juego se ubica en Villa Elisa donde hace de local desde 1985.

## Especificaciones reglamentarias
Jugadores de extranjeros
Los equipos tienen un límite máximo de hasta tres (3) jugadores extranjeros para alinear en el campo de juego.
Jugadores de categoría sub-19
De forma obligatoria, cada equipo debe incluir en la planilla oficial de todos los partidos como mínimo un (1) jugador de nacionalidad paraguaya nacido hasta 1999. Contrario a ligas de otros países, el reglamento vigente no contempla una cantidad mínima de minutos a permanecer el juvenil en cancha, por lo que el entrenador puede disponer su sustitución en cualquier momento del juego.
Acumulación de tarjetas
Un jugador al sumar su quinta amonestación deberá cumplir un partido de suspensión en la jornada siguiente.

## Entrenadores
| Lista completa                                                         | Lista completa                | Lista completa   |
| Equipo                                                                 | Entrenador/es                 | Fechas           |
| ---------------------------------------------------------------------- | ----------------------------- | ---------------- |
| Atlético 3 de Febrero                                                  | José Arrúa (Interino)         | 1.ª a 4.ª        |
| Atlético 3 de Febrero                                                  | Eduardo Rivera                | 5.ª en adelante  |
| Cerro Porteño                                                          | Luis Zubeldía                 | 1.ª a 6.ª        |
| Cerro Porteño                                                          | Fernando Jubero               | 7.ª en adelante  |
| Deportivo Capiatá                                                      | Diego Gavilán                 | 1.ª a 15.ª       |
| Deportivo Capiatá                                                      | Pablo Caballero               | 16.ª en adelante |
| Deportivo Santaní                                                      | Mario Jara                    | 1.ª a 7.ª        |
| Deportivo Santaní                                                      | Héctor Marecos                | 8.ª en adelante  |
| General Díaz                                                           | Florencio Villalba (Interino) | 1.ª a 2.ª        |
| General Díaz                                                           | Aldo Bobadilla                | 3.ª a 18.ª       |
| General Díaz                                                           | Florencio Villalba (Interino) | 19.ª en adelante |
| Guaraní                                                                | Juan Azconzábal               | 1.ª a 9.ª        |
| Guaraní                                                                | Gustavo Florentín             | 10.ª en adelante |
| Independiente (CG)                                                     | Pablo Caballero               | 1.ª a 11.ª       |
| Independiente (CG)                                                     | Víctor Genes                  | 12.ª a 17.ª      |
| Independiente (CG)                                                     | Mario Jara                    | 18.ª en adelante |
| Libertad                                                               | Aldo Bobadilla                | 1.ª              |
| Libertad                                                               | Eduardo Villalba (Interino)   | 2.ª a 13.ª       |
| Libertad                                                               | Leonel Álvarez                | 14.ª en adelante |
| Nacional                                                               | Celso Ayala                   | 1.ª 17.ª         |
| Nacional                                                               | Fernando Gamboa               | 18.ª en adelante |
| Olimpia                                                                | Daniel Garnero                | 1.ª en adelante  |
| Sol de América                                                         | Fernando Ortiz                | 1.ª a 7.ª        |
| Sol de América                                                         | Ever Almeida                  | 8.ª en adelante  |
| Sportivo Luqueño                                                       | Gustavo Florentín             | 1.ª a 9.ª        |
| Sportivo Luqueño                                                       | Javier Sanguinetti            | 10.ª a 15.ª      |
| Sportivo Luqueño                                                       | Pedro Sarabia                 | 16.ª en adelante |
| 1. 2. 3. 4. 5. 6. 7. 8. 9. 10. 11. 12. 13. 14. 15. 16. 17. 18. 19. 20. |                               |                  |

## Cobertura televisiva
Los canales de cable Tigo Sports y Tigo Max son las empresas concesionarias que detentan los derechos exclusivos para la transmisión en directo por TV de los partidos del campeonato. Tiene la potestad de determinar los juegos a ser televisados, así como los días y horarios de los mismos, comunicando su decisión con antelación al Consejo de la División Profesional para el correspondiente anuncio de la programación de una o más jornadas. Además, semanalmente se presenta un resumen con lo mejor de cada fecha en los programas Telefútbol (por señal abierta) y Futboleros (por TV cable y satélite).
A partir del segundo semestre de 2018, dicho canal de deportes agregó una señal paralela denominada Tigo Sports + con el fin de cubrir más eventos, entre los cuales se encuentran partidos de este torneo Clausura los días sábados y lunes en vivo.

## Patrocinio
La compañía de telefonía celular, Tigo, y la institución bancaria, Visión Banco, son las encargadas de patrocinar todos los torneos realizados por la APF. El vínculo contractual con la primera se concretó a partir de 2008 con la celebración del torneo Apertura del mismo año. En tanto que la relación con el otro auspiciador para respaldar cada campeonato comenzó a principios de 2010.
Los premios en efectivo fueron fijados en US$ 90 000 dólares para el campeón (cheques de 40 000 por parte de Tigo y 50 000 de Visión Banco). Por su parte, el subcampeón se acreditará 15 000 de la misma moneda (10 000 de Tigo y 5000 de Visión).

## Clasificación
- Actualizado el 8 de diciembre de 2018.

| Pos. | Equipo             | PJ | PG | PE | PP | GF | GC | DG  | Pts. |
| ---- | ------------------ | -- | -- | -- | -- | -- | -- | --- | ---- |
| 1.   | Olimpia            | 22 | 15 | 4  | 3  | 48 | 20 | 28  | 49   |
| 2.   | Cerro Porteño      | 22 | 11 | 7  | 4  | 36 | 21 | 15  | 40   |
| 3.   | Libertad           | 22 | 10 | 7  | 5  | 33 | 20 | 13  | 37   |
| 4.   | Sol de América     | 22 | 9  | 6  | 7  | 29 | 30 | –1  | 33   |
| 5.   | Deportivo Santaní  | 22 | 7  | 7  | 8  | 22 | 29 | –7  | 28   |
| 6.   | Nacional           | 22 | 6  | 9  | 7  | 28 | 31 | –3  | 27   |
| 7.   | Guaraní            | 22 | 6  | 7  | 9  | 27 | 30 | –3  | 25   |
| 8.   | 3 de Febrero       | 22 | 6  | 7  | 9  | 32 | 37 | –5  | 25   |
| 9.   | Sportivo Luqueño   | 22 | 6  | 7  | 9  | 23 | 30 | –7  | 25   |
| 10.  | Deportivo Capiatá  | 22 | 6  | 6  | 10 | 25 | 36 | –11 | 24   |
| 11.  | General Díaz       | 22 | 5  | 7  | 10 | 30 | 39 | –9  | 22   |
| 12.  | Independiente (CG) | 22 | 4  | 8  | 10 | 22 | 32 | –10 | 20   |

- Fuente: APF.[7]

|  |                                                                      |
|  | Campeón. Clasificó a la fase de grupos de la Copa Libertadores 2019. |

### Evolución de la clasificación
| Equipo / Fecha     | 01 | 02 | 03 | 04 | 05 | 06 | 07 | 08 | 09 | 10 | 11 | 12 | 13 | 14 | 15 | 16 | 17 | 18 | 19 | 20 | 21 | 22 |
| ------------------ | -- | -- | -- | -- | -- | -- | -- | -- | -- | -- | -- | -- | -- | -- | -- | -- | -- | -- | -- | -- | -- | -- |
| 3 de Febrero       | 5  | 1  | 4  | 8  | 12 | 7  | 6  | 5  | 7  | 9  | 10 | 8  | 9  | 7  | 7  | 8  | 7  | 8  | 7  | 8  | 9  | 8  |
| Cerro Porteño      | 3  | 4  | 2  | 1  | 1  | 3  | 2  | 2  | 2  | 2  | 2  | 2  | 1  | 2  | 2  | 2  | 2  | 2  | 2  | 2  | 2  | 2  |
| Deportivo Capiatá  | 11 | 11 | 11 | 6  | 10 | 6  | 5  | 3  | 3  | 5  | 3  | 3  | 4  | 6  | 6  | 6  | 5  | 6  | 6  | 6  | 8  | 10 |
| Deportivo Santaní  | 7  | 12 | 6  | 3  | 4  | 8  | 9  | 9  | 9  | 10 | 8  | 7  | 7  | 9  | 9  | 7  | 6  | 5  | 5  | 5  | 5  | 5  |
| General Díaz       | 5  | 6  | 8  | 11 | 11 | 12 | 12 | 12 | 11 | 12 | 11 | 11 | 11 | 12 | 10 | 12 | 11 | 12 | 11 | 11 | 11 | 11 |
| Guaraní            | 3  | 4  | 3  | 5  | 7  | 4  | 8  | 8  | 10 | 8  | 6  | 6  | 8  | 8  | 8  | 9  | 9  | 7  | 9  | 10 | 10 | 7  |
| Independiente (CG) | 11 | 10 | 12 | 7  | 9  | 11 | 11 | 11 | 12 | 11 | 12 | 12 | 12 | 11 | 11 | 11 | 12 | 11 | 12 | 12 | 12 | 12 |
| Libertad           | 9  | 8  | 9  | 12 | 8  | 5  | 3  | 4  | 5  | 4  | 5  | 4  | 3  | 3  | 3  | 3  | 3  | 3  | 3  | 3  | 3  | 3  |
| Nacional           | 10 | 8  | 10 | 9  | 5  | 9  | 7  | 7  | 4  | 3  | 4  | 5  | 5  | 4  | 5  | 5  | 8  | 9  | 8  | 7  | 6  | 6  |
| Olimpia            | 2  | 3  | 5  | 4  | 2  | 1  | 1  | 1  | 1  | 1  | 1  | 1  | 2  | 1  | 1  | 1  | 1  | 1  | 1  | 1  | 1  | 1  |
| Sol de América     | 7  | 7  | 7  | 10 | 6  | 10 | 10 | 10 | 8  | 6  | 7  | 9  | 6  | 5  | 4  | 4  | 4  | 4  | 4  | 4  | 4  | 4  |
| Sportivo Luqueño   | 1  | 2  | 1  | 2  | 3  | 2  | 4  | 6  | 6  | 7  | 9  | 10 | 10 | 10 | 12 | 10 | 10 | 10 | 10 | 9  | 7  | 9  |

|  |                          |
|  | Líder                    |
|  | Con un partido pendiente |

## Máximos goleadores
- Actualizado el 8 de diciembre de 2018.

| Pos. | Jugador          | Equipo            | Goles |
| ---- | ---------------- | ----------------- | ----- |
| 1    | Óscar Cardozo    | Libertad          | 15    |
| 2    | Adrián Martínez  | Sol de América    | 12    |
| 3    | Diego Churín     | Cerro Porteño     | 12    |
| 4    | Santiago Salcedo | Deportivo Capiatá | 12    |
| 5    | Jorge Ortega     | Olimpia           | 10    |
| 6    | Adam Bareiro     | Nacional          | 10    |
| 7    | Roque Santa Cruz | Olimpia           | 9     |
| 8    | Enrique Borja    | General Díaz      | 9     |

- Fuente: APF.[7]

## Resultados
|                  | 3FE | CCP | CAP | SAN | GEN | GUA | IND | LIB | NAC | OLI | SOL | SLU |
| ---------------- | --- | --- | --- | --- | --- | --- | --- | --- | --- | --- | --- | --- |
| 3 de Febrero     |     | 1–3 | 0–0 | 0–0 | 1–1 | 2–1 | 4–1 | 4–4 | 1–3 | 1–0 | 0–2 | 0–2 |
| Cerro Porteño    | 1–1 |     | 1–0 | 1–1 | 3–1 | 1–1 | 2–0 | 0–1 | 1–1 | 0–2 | 2–0 | 0–1 |
| Dep. Capiatá     | 2–1 | 2–4 |     | 0–2 | 3–1 | 1–1 | 3–0 | 1–1 | 1–1 | 1–4 | 0–1 | 2–1 |
| Dep. Santaní     | 1–3 | 2–2 | 0–1 |     | 3–1 | 2–2 | 0–0 | 1–0 | 3–0 | 0–5 | 2–1 | 1–0 |
| General Díaz     | 1–5 | 1–4 | 2–3 | 4–0 |     | 3–1 | 2–1 | 1–1 | 1–2 | 1–1 | 1–0 | 2–2 |
| Guaraní          | 5–0 | 0–1 | 1–0 | 1–0 | 0–2 |     | 0–0 | 2–2 | 1–1 | 0–3 | 2–1 | 3–0 |
| Independiente CG | 1–4 | 0–1 | 2–0 | 0–0 | 2–2 | 1–0 |     | 1–0 | 2–2 | 1–1 | 2–2 | 1–1 |
| Libertad         | 0–0 | 1–1 | 3–0 | 3–1 | 1–0 | 3–0 | 2–1 |     | 1–0 | 0–2 | 4–0 | 2–3 |
| Nacional         | 4–2 | 0–3 | 3–1 | 3–1 | 1–1 | 0–0 | 0–3 | 1–2 |     | 1–2 | 0–0 | 3–1 |
| Olimpia          | 1–0 | 2–2 | 4–1 | 0–1 | 2–2 | 4–1 | 3–2 | 1–0 | 2–0 |     | 3–2 | 4–2 |
| Sol de América   | 3–1 | 2–1 | 2–2 | 1–1 | 1–0 | 3–2 | 2–1 | 0–2 | 1–1 | 2–1 |     | 1–0 |
| Sp. Luqueño      | 1–1 | 1–2 | 1–1 | 1–0 | 2–0 | 0–3 | 1–0 | 0–0 | 1–1 | 0–1 | 2–2 |     |

## Calendario

### Primera rueda
| Fecha 1        | Fecha 1   | Fecha 1           | Fecha 1              | Fecha 1     | Fecha 1 |
| Local          | Resultado | Visitante         | Estadio              | Día         | Hora    |
| -------------- | --------- | ----------------- | -------------------- | ----------- | ------- |
| 3 de Febrero   | 1 - 1     | General Díaz      | Antonio Aranda       | 17 de julio | 16:50   |
| Nacional       | 1 - 2     | Olimpia           | Defensores del Chaco | 17 de julio | 19:00   |
| Guaraní        | 1 - 0     | Deportivo Capiatá | Rogelio Livieres     | 18 de julio | 16:50   |
| Independiente  | 0 - 1     | Cerro Porteño     | Erico Galeano        | 18 de julio | 19:00   |
| Libertad       | 2 - 3     | Sportivo Luqueño  | Dr. Nicolás Leoz     | 19 de julio | 19:00   |
| Sol de América | 1 - 1     | Deportivo Santaní | Luis A. Giagni       | 25 de julio | 19:00   |

| Fecha 2           | Fecha 2   | Fecha 2        | Fecha 2              | Fecha 2     | Fecha 2 |
| Local             | Resultado | Visitante      | Estadio              | Día         | Hora    |
| ----------------- | --------- | -------------- | -------------------- | ----------- | ------- |
| Deportivo Santaní | 1 - 3     | 3 de Febrero   | Juan José Vázquez    | 21 de julio | 15:30   |
| General Díaz      | 1 - 1     | Olimpia        | Defensores del Chaco | 21 de julio | 17:45   |
| Cerro Porteño     | 1 - 1     | Guaraní        | General Pablo Rojas  | 22 de julio | 15:30   |
| Sportivo Luqueño  | 2 - 2     | Sol de América | Feliciano Cáceres    | 22 de julio | 19:00   |
| Independiente     | 2 - 2     | Nacional       | Ricardo Gregor       | 23 de julio | 16:50   |
| Deportivo Capiatá | 1 - 1     | Libertad       | Erico Galeano        | 23 de julio | 19:00   |

| Fecha 3        | Fecha 3   | Fecha 3           | Fecha 3              | Fecha 3     | Fecha 3 |
| Local          | Resultado | Visitante         | Estadio              | Día         | Hora    |
| -------------- | --------- | ----------------- | -------------------- | ----------- | ------- |
| Guaraní        | 0 - 0     | Independiente     | Rogelio Livieres     | 27 de julio | 19:00   |
| Libertad       | 1 - 1     | Cerro Porteño     | Defensores del Chaco | 28 de julio | 17:45   |
| Olimpia        | 0 - 1     | Deportivo Santaní | Manuel Ferreira      | 29 de julio | 15:30   |
| Nacional       | 1 - 1     | General Díaz      | Arsenio Erico        | 29 de julio | 18:30   |
| Sol de América | 2 - 2     | Deportivo Capiatá | Luis A. Giagni       | 30 de julio | 16:50   |
| 3 de Febrero   | 0 - 2     | Sportivo Luqueño  | Antonio Aranda       | 30 de julio | 19:00   |

| Fecha 4           | Fecha 4   | Fecha 4        | Fecha 4             | Fecha 4     | Fecha 4 |
| Local             | Resultado | Visitante      | Estadio             | Día         | Hora    |
| ----------------- | --------- | -------------- | ------------------- | ----------- | ------- |
| Independiente     | 1 - 0     | Libertad       | Ricardo Gregor      | 3 de agosto | 16:50   |
| Cerro Porteño     | 2 - 0     | Sol de América | General Pablo Rojas | 3 de agosto | 19:00   |
| Deportivo Capiatá | 2 - 1     | 3 de Febrero   | Erico Galeano       | 4 de agosto | 15:30   |
| Guaraní           | 1 - 1     | Nacional       | Rogelio Livieres    | 4 de agosto | 19:00   |
| Sportivo Luqueño  | 0 - 1     | Olimpia        | Antonio Aranda      | 5 de agosto | 15:30   |
| Deportivo Santaní | 3 - 1     | Geneocultíaz   | Juan José Vázquez   | 5 de agosto | 17:45   |

| Fecha 5        | Fecha 5   | Fecha 5           | Fecha 5             | Fecha 5      | Fecha 5 |
| Local          | Resultado | Visitante         | Estadio             | Día          | Hora    |
| -------------- | --------- | ----------------- | ------------------- | ------------ | ------- |
| Sol de America | 2 - 1     | Independiente     | Luis Alfonso Giagni | 9 de agosto  | 18:00   |
| General Díaz   | 2 - 2     | Sportivo Luqueño  | Adrián Jara         | 10 de agosto | 17:00   |
| Nacional       | 3 - 1     | Deportivo Santaní | Arsenio Erico       | 10 de agosto | 19:00   |
| Olimpia        | 4 - 1     | Deportivo Capiatá | Manuel Ferreira     | 12 de agosto | 15:30   |
| Libertad       | 3 - 0     | Guaraní           | Nicolás Leoz        | 12 de agosto | 17:45   |
| 3 de Febrero   | 1 - 3     | Cerro Porteño     | Antonio Aranda      | 13 de agosto | 18:00   |

| Fecha 6           | Fecha 6   | Fecha 6           | Fecha 6              | Fecha 6      | Fecha 6 |
| Local             | Resultado | Visitante         | Estadio              | Día          | Hora    |
| ----------------- | --------- | ----------------- | -------------------- | ------------ | ------- |
| Independiente     | 1 - 4     | 3 de Febrero      | Ricardo Gregor       | 18 de agosto | 16:00   |
| Guaraní           | 2 - 1     | Sol de América    | Rogelio Livieres     | 18 de agosto | 19:00   |
| Cerro Porteño     | 0 - 2     | Olimpia           | Defensores del Chaco | 19 de agosto | 15:30   |
| Sportivo Luqueño  | 1 - 0     | Deportivo Santaní | Adrián Jara          | 19 de agosto | 18:30   |
| Deportivo Capiatá | 3 - 1     | General Díaz      | Erico Galeano        | 20 de agosto | 17:00   |
| Libertad          | 1 - 0     | Nacional          | Nicolás Leoz         | 20 de agosto | 19:10   |

| Fecha 7           | Fecha 7   | Fecha 7           | Fecha 7             | Fecha 7      | Fecha 7 |
| Local             | Resultado | Visitante         | Estadio             | Día          | Hora    |
| ----------------- | --------- | ----------------- | ------------------- | ------------ | ------- |
| Sol de América    | 0 - 2     | Libertad          | Luis Alfonso Giagni | 24 de agosto | 17:00   |
| 3 de Febrero      | 2 - 1     | Guaraní           | Antonio Aranda      | 24 de agosto | 19:10   |
| General Díaz      | 1 - 4     | Cerro Porteño     | Adrián Jara         | 25 de agosto | 16:00   |
| Nacional          | 3 - 1     | Sportivo Luqueño  | Arsenio Erico       | 25 de agosto | 18:10   |
| Deportivo Santaní | 0 - 1     | Deportivo Capiatá | Juan José Vázquez   | 26 de agosto | 15:30   |
| Olimpia           | 3 - 2     | Independiente     | Manuel Ferreira     | 26 de agosto | 17:45   |

| Fecha 8           | Fecha 8   | Fecha 8           | Fecha 8             | Fecha 8         | Fecha 8 |
| Local             | Resultado | Visitante         | Estadio             | Día             | Hora    |
| ----------------- | --------- | ----------------- | ------------------- | --------------- | ------- |
| Deportivo Capiatá | 2 - 1     | Sportivo Luqueño  | Erico Galeano       | 31 de agosto    | 19:10   |
| Sol de América    | 1 - 1     | Nacional          | Luis Alfonso Giagni | 1 de septiembre | 16:00   |
| Independiente     | 2 - 2     | General Díaz      | Ricardo Gregor      | 2 de septiembre | 15:30   |
| Guaraní           | 0 - 3     | Olimpia           | Antonio Aranda      | 2 de septiembre | 17:45   |
| Libertad          | 0 - 0     | 3 de Febrero      | Nicolás Leoz        | 3 de septiembre | 17:15   |
| Cerro Porteño     | 1 - 1     | Deportivo Santaní | General Pablo Rojas | 3 de septiembre | 19:30   |

| Fecha 9           | Fecha 9   | Fecha 9           | Fecha 9              | Fecha 9          | Fecha 9 |
| Local             | Resultado | Visitante         | Estadio              | Día              | Hora    |
| ----------------- | --------- | ----------------- | -------------------- | ---------------- | ------- |
| Deportivo Santaní | 0 - 0     | Independiente     | Juan José Vázquez    | 7 de septiembre  | 19:00   |
| Sportivo Luqueño  | 1 - 2     | Cerro Porteño     | Defensores del Chaco | 8 de septiembre  | 16:00   |
| 3 de Febrero      | 0 - 2     | Sol de América    | Antonio Aranda       | 8 de septiembre  | 18:30   |
| General Díaz      | 3 - 1     | Guaraní           | Adrián Jara          | 9 de septiembre  | 15:30   |
| Olimpia           | 1 - 0     | Libertad          | Manuel Ferreira      | 9 de septiembre  | 17:45   |
| Nacional          | 3 - 1     | Deportivo Capiatá | Arsenio Erico        | 10 de septiembre | 19:15   |

| Fecha 10       | Fecha 10  | Fecha 10          | Fecha 10            | Fecha 10         | Fecha 10 |
| Local          | Resultado | Visitante         | Estadio             | Día              | Hora     |
| -------------- | --------- | ----------------- | ------------------- | ---------------- | -------- |
| Independiente  | 1 - 1     | Sportivo Luqueño  | Ricardo Gregor      | 14 de septiembre | 17:00    |
| Libertad       | 1 - 0     | General Díaz      | Dr. Nicolás Leoz    | 14 de septiembre | 19:15    |
| Sol de América | 2 - 1     | Olimpia           | Antonio Aranda      | 15 de septiembre | 16:30    |
| Guaraní        | 1 - 0     | Deportivo Santaní | Rogelio Livieres    | 15 de septiembre | 18:45    |
| 3 de Febrero   | 1 - 3     | Nacional          | Antonio Aranda      | 16 de septiembre | 15:45    |
| Cerro Porteño  | 1 - 0     | Deportivo Capiatá | General Pablo Rojas | 16 de septiembre | 18:00    |

| Fecha 11          | Fecha 11  | Fecha 11       | Fecha 11             | Fecha 11         | Fecha 11 |
| Local             | Resultado | Visitante      | Estadio              | Día              | Hora     |
| ----------------- | --------- | -------------- | -------------------- | ---------------- | -------- |
| General Díaz      | 1 - 0     | Sol de América | General Adrián Jara  | 21 de septiembre | 17:45    |
| Sportivo Luqueño  | 0 - 3     | Guaraní        | Defensores del Chaco | 21 de septiembre | 19:50    |
| Olimpia           | 1 - 0     | 3 de Febrero   | Manuel Ferreira      | 22 de septiembre | 17:45    |
| Deportivo Santaní | 1 - 0     | Libertad       | Juan José Vázquez    | 22 de septiembre | 20:00    |
| Nacional          | 0 - 3     | Cerro Porteño  | Defensores del Chaco | 23 de septiembre | 17:35    |
| Deportivo Capiatá | 3 - 0     | Independiente  | Lic. Erico Galeano   | 23 de septiembre | 19:40    |

### Segunda rueda
| Fecha 12          | Fecha 12  | Fecha 12       | Fecha 12             | Fecha 12         | Fecha 12 |
| Local             | Resultado | Visitante      | Estadio              | Día              | Hora     |
| ----------------- | --------- | -------------- | -------------------- | ---------------- | -------- |
| Deportivo Capiatá | 1 - 1     | Guaraní        | Lic. Erico Galeano   | 28 de septiembre | 19:00    |
| Deportivo Santaní | 2 - 1     | Sol de América | Juan José Vázquez    | 29 de septiembre | 17:45    |
| Cerro Porteño     | 2 - 0     | Independiente  | General Pablo Rojas  | 29 de septiembre | 20:00    |
| Olimpia           | 2 - 0     | Nacional       | Manuel Ferreira      | 30 de septiembre | 17:35    |
| Sportivo Luqueño  | 0 - 0     | Libertad       | Defensores del Chaco | 30 de septiembre | 19:40    |
| General Díaz      | 1 - 5     | 3 de Febrero   | General Adrián Jara  | 1 de octubre     | 19:00    |

| Fecha 13       | Fecha 13  | Fecha 13          | Fecha 13             | Fecha 13     | Fecha 13 |
| Local          | Resultado | Visitante         | Estadio              | Día          | Hora     |
| -------------- | --------- | ----------------- | -------------------- | ------------ | -------- |
| Sol de América | 1 - 0     | Sportivo Luqueño  | Luis Alfonso Giagni  | 5 de octubre | 19:50    |
| 3 de Febrero   | 0 - 0     | Deportivo Santaní | Antonio Aranda       | 6 de octubre | 17:45    |
| Guaraní        | 0 - 1     | Cerro Porteño     | Defensores del Chaco | 6 de octubre | 20:00    |
| Olimpia        | 2 - 2     | General Díaz      | Manuel Ferreira      | 7 de octubre | 17:40    |
| Nacional       | 0 - 3     | Independiente     | Arsenio Erico        | 7 de octubre | 19:45    |
| Libertad       | 3 - 0     | Deportivo Capiatá | Dr. Nicolás Leoz     | 8 de octubre | 19:30    |

| Fecha 14          | Fecha 14  | Fecha 14       | Fecha 14            | Fecha 14      | Fecha 14 |
| Local             | Resultado | Visitante      | Estadio             | Día           | Hora     |
| ----------------- | --------- | -------------- | ------------------- | ------------- | -------- |
| Sportivo Luqueño  | 1 - 1     | 3 de Febrero   | General Adrián Jara | 12 de octubre | 18:00    |
| Independiente     | 1 - 0     | Guaraní        | Ricardo Gregor      | 12 de octubre | 20:15    |
| Deportivo Capiatá | 0 - 1     | Sol de América | Lic. Erico Galeano  | 13 de octubre | 19:00    |
| General Díaz      | 1 - 2     | Nacional       | General Adrián Jara | 14 de octubre | 18:00    |
| Deportivo Santaní | 0 - 5     | Olimpia        | Río Parapití        | 15 de octubre | 19:00    |
| Cerro Porteño     | 0 - 1     | Libertad       | General Pablo Rojas | 16 de octubre | 19:30    |

| Fecha 15       | Fecha 15  | Fecha 15          | Fecha 15            | Fecha 15      | Fecha 15 |
| Local          | Resultado | Visitante         | Estadio             | Día           | Hora     |
| -------------- | --------- | ----------------- | ------------------- | ------------- | -------- |
| 3 de Febrero   | 0 - 0     | Deportivo Capiatá | Antonio Aranda      | 19 de octubre | 19:30    |
| General Díaz   | 4 - 0     | Deportivo Santaní | General Adrián Jara | 20 de octubre | 18:00    |
| Nacional       | 0 - 0     | Guaraní           | Arsenio Erico       | 20 de octubre | 20:00    |
| Sol de América | 2 - 1     | Cerro Porteño     | Antonio Aranda      | 21 de octubre | 17:00    |
| Olimpia        | 4 - 2     | Sportivo Luqueño  | Manuel Ferreira     | 21 de octubre | 19:10    |
| Libertad       | 2 - 1     | Independiente     | Dr. Nicolás Leoz    | 22 de octubre | 19:30    |

| Fecha 16          | Fecha 16  | Fecha 16       | Fecha 16             | Fecha 16      | Fecha 16 |
| Local             | Resultado | Visitante      | Estadio              | Día           | Hora     |
| ----------------- | --------- | -------------- | -------------------- | ------------- | -------- |
| Independiente     | 2 - 2     | Sol de América | Ricardo Gregor       | 27 de octubre | 17:45    |
| Sportivo Luqueño  | 2 - 0     | General Díaz   | Defensores del Chaco | 27 de octubre | 20:00    |
| Deportivo Capiatá | 1 - 4     | Olimpia        | Lic. Erico Galeano   | 28 de octubre | 17:30    |
| Cerro Porteño     | 1 - 1     | 3 de Febrero   | General Pablo Rojas  | 28 de octubre | 19:30    |
| Deportivo Santaní | 3 - 0     | Nacional       | Juan José Vázquez    | 29 de octubre | 18:00    |
| Guaraní           | 2 - 2     | Libertad       | Rogelio S. Livieres  | 29 de octubre | 20:00    |

| Fecha 17          | Fecha 17  | Fecha 17          | Fecha 17             | Fecha 17       | Fecha 17 |
| Local             | Resultado | Visitante         | Estadio              | Día            | Hora     |
| ----------------- | --------- | ----------------- | -------------------- | -------------- | -------- |
| General Díaz      | 2 - 3     | Deportivo Capiatá | General Adrián Jara  | 2 de noviembre | 19:00    |
| 3 de Febrero      | 4 - 1     | Independiente     | Antonio Aranda       | 3 de noviembre | 19:00    |
| Olimpia           | 2 - 2     | Cerro Porteño     | Defensores del Chaco | 4 de noviembre | 17:00    |
| Nacional          | 1 - 2     | Libertad          | Arsenio Erico        | 4 de noviembre | 19:10    |
| Deportivo Santaní | 1 - 0     | Sportivo Luqueño  | Juan José Vázquez    | 5 de noviembre | 17:45    |
| Sol de América    | 3 - 2     | Guaraní           | Luis Alfonso Giagni  | 5 de noviembre | 20:00    |

| Fecha 18          | Fecha 18  | Fecha 18          | Fecha 18            | Fecha 18        | Fecha 18 |
| Local             | Resultado | Visitante         | Estadio             | Día             | Hora     |
| ----------------- | --------- | ----------------- | ------------------- | --------------- | -------- |
| Independiente     | 1 - 1     | Olimpia           | Rio Parapiti        | 10 de noviembre | 17:50    |
| Libertad          | 4 - 0     | Sol de América    | Nicolas Léoz        | 10 de noviembre | 20:00    |
| Cerro Porteño     | 3 - 1     | General Díaz      | General Pablo Rojas | 11 de noviembre | 17:50    |
| Guaraní           | 5 - 0     | 3 de Febrero      | Rogelio Livieres    | 11 de noviembre | 19:50    |
| Deportivo Capiatá | 0 - 2     | Deportivo Santaní | Erico Galeano       | 12 de noviembre | 17:45    |
| Sportivo Luqueño  | 1 - 1     | Nacional          | Adrián Jara         | 12 de noviembre | 20:00    |

| Fecha 19          | Fecha 19  | Fecha 19          | Fecha 19             | Fecha 19        | Fecha 19 |
| Local             | Resultado | Visitante         | Estadio              | Día             | Hora     |
| ----------------- | --------- | ----------------- | -------------------- | --------------- | -------- |
| 3 de Febrero      | 4 - 4     | Libertad          | Antonio Aranda       | 17 de noviembre | 18:00    |
| Sportivo Luqueño  | 1 - 1     | Deportivo Capiatá | Ricardo Gregor       | 17 de noviembre | 19:50    |
| General Díaz      | 2 - 1     | Independiente     | Adrián Jara          | 18 de noviembre | 17:40    |
| Nacional          | 0 - 0     | Sol de América    | Arsenio Erico        | 18 de noviembre | 19:50    |
| Olimpia (C)       | 4 - 1     | Guaraní           | Defensores del Chaco | 28 de noviembre | 19:50    |
| Deportivo Santaní | 2 - 2     | Cerro Porteño     | J.J. Vázquez         | 28 de noviembre | 19:50    |

| Fecha 20          | Fecha 20  | Fecha 20          | Fecha 20             | Fecha 20        | Fecha 20 |
| Local             | Resultado | Visitante         | Estadio              | Día             | Hora     |
| ----------------- | --------- | ----------------- | -------------------- | --------------- | -------- |
| Sol de América    | 3 - 1     | 3 de Febrero      | Luis Alfonso Giagni  | 23 de noviembre | 18:00    |
| Guaraní           | 0 - 2     | General Díaz      | Rogelio Livieres     | 23 de noviembre | 20:10    |
| Libertad          | 0 - 2     | Olimpia           | Defensores del Chaco | 24 de noviembre | 19:50    |
| Cerro Porteño     | 0 - 1     | Sportivo Luqueño  | General Pablo Rojas  | 24 de noviembre | 19:50    |
| Deportivo Capiatá | 1 - 1     | Nacional          | Erico Galeano        | 25 de noviembre | 18:00    |
| Independiente     | 0 - 0     | Deportivo Santaní | Ricardo Gregor       | 25 de noviembre | 20:00    |

| Fecha 21          | Fecha 21  | Fecha 21       | Fecha 21             | Fecha 21        | Fecha 21 |
| Local             | Resultado | Visitante      | Estadio              | Día             | Hora     |
| ----------------- | --------- | -------------- | -------------------- | --------------- | -------- |
| Nacional          | 4 - 2     | 3 de Febrero   | Arsenio Erico        | 30 de noviembre | 19:00    |
| Sportivo Luqueño  | 1 - 0     | Independiente  | Defensores del Chaco | 1 de diciembre  | 19:40    |
| General Díaz      | 1 - 1     | Libertad       | Adrián Jara          | 1 de diciembre  | 19:40    |
| Deportivo Santaní | 2 - 2     | Guaraní        | Juan José Vázquez    | 1 de diciembre  | 19:40    |
| Olimpia           | 3 - 2     | Sol de América | Manuel Ferreira      | 2 de diciembre  | 18:30    |
| Deportivo Capiatá | 2 - 4     | Cerro Porteño  | Erico Galeano        | 2 de diciembre  | 18:30    |

| Fecha 22       | Fecha 22  | Fecha 22          | Fecha 22            | Fecha 22       | Fecha 22 |
| Local          | Resultado | Visitante         | Estadio             | Día            | Hora     |
| -------------- | --------- | ----------------- | ------------------- | -------------- | -------- |
| Libertad       | 3 - 1     | Deportivo Santaní | Nicolás Leoz        | 6 de diciembre | 18:00    |
| Cerro Porteño  | 1 - 1     | Nacional          | General Pablo Rojas | 6 de diciembre | 20:15    |
| Independiente  | 2 - 0     | Deportivo Capiatá | Ricardo Gregor      | 8 de diciembre | 17:45    |
| Guaraní        | 3 - 0     | Sportivo Luqueño  | Rogelio S. Livieres | 8 de diciembre | 17:45    |
| Sol de América | 1 - 0     | General Díaz      | Luis Alfonso Giagni | 8 de diciembre | 17:45    |
| 3 de Febrero   | 1 - 0     | Olimpia           | Antonio Aranda      | 8 de diciembre | 20:00    |

## Campeón
|                     |
| Olimpia 42.° título |

## Clasificación para copas internacionales

### Puntaje acumulado
El puntaje acumulado es el que obtiene cada equipo al sumar los torneos Apertura y Clausura de 2018. Al cierre de temporada se definirá a los representantes de la APF en los torneos de Conmebol en 2019.
- Para la Copa Libertadores 2019 clasifican 4: los campeones del Apertura y Clausura, ordenados según sus posiciones finales en la tabla;[8] y los mejores colocados, sin contar a los mencionados anteriormente.[8] Si el mismo club repitiera el título logra automáticamente el primer cupo, otorgando los restantes a los finalizados en segundo, tercer y cuarto lugar.[8] Los dos mejores acceden a la fase de grupos, el tercero ingresa desde la fase preclasificatoria 2 y el cuarto lo hace a partir de la fase preclasificatoria 1.[8]

- Para la Copa Sudamericana 2019 clasifican 3: los tres primeros colocados, excluyendo a los clasificados para la Copa Libertadores. Podría surgir un cuarto club clasificado en esta tabla en caso de no arrojar ninguno la Copa Paraguay 2018.

Para ambos torneos se define en un partido extra en caso de paridad de puntos entre dos equipos que pugnen por un cupo. Si la igualdad se produce entre tres o más se toma en cuenta la diferencia de goles. De igualar en puntos dos clubes que ya lograron su clasificación para el mismo certamen se dirime la posición final de cada uno mediante sorteo. Los campeones del Apertura y Clausura aseguran su participación en la Libertadores como Paraguay 1 o 2, sin depender de la posición que ocuparon en esta tabla.
- Actualizado el 8 de diciembre de 2018.

| Pos. | Equipo             | PJ | PG | PE | PP | GF  | GC | DG  | Pts. | Clasificado a                               |
| ---- | ------------------ | -- | -- | -- | -- | --- | -- | --- | ---- | ------------------------------------------- |
| 1    | Olimpia            | 44 | 31 | 9  | 4  | 100 | 42 | 58  | 102  | Fase de grupos de la Copa Libertadores 2019 |
| 2    | Cerro Porteño      | 44 | 23 | 13 | 8  | 79  | 38 | 41  | 82   | Fase de grupos de la Copa Libertadores 2019 |
| 3    | Libertad           | 44 | 21 | 13 | 10 | 70  | 44 | 26  | 76   | Segunda fase de la Copa Libertadores 2019   |
| 4    | Nacional           | 44 | 16 | 17 | 11 | 60  | 52 | 8   | 65   | Primera fase de la Copa Libertadores 2019   |
| 5    | Sol de América     | 44 | 17 | 12 | 15 | 64  | 69 | -5  | 63   | Primera fase de la Copa Sudamericana 2019   |
| 6    | Independiente (CG) | 44 | 13 | 12 | 19 | 52  | 64 | -12 | 51   | Primera fase de la Copa Sudamericana 2019   |
| 7    | Deportivo Santaní  | 44 | 11 | 17 | 16 | 44  | 54 | -10 | 50   | Primera fase de la Copa Sudamericana 2019   |
| 8    | Guaraní            | 44 | 12 | 12 | 20 | 52  | 69 | -17 | 48   | Primera fase de la Copa Sudamericana 2019   |
| 9    | Sportivo Luqueño   | 44 | 11 | 13 | 20 | 48  | 67 | -19 | 46   |                                             |
| 10   | General Díaz       | 44 | 11 | 13 | 20 | 57  | 78 | -21 | 46   |                                             |
| 11   | Deportivo Capiatá  | 44 | 11 | 12 | 21 | 56  | 81 | -25 | 45   |                                             |
| 12   | 3 de Febrero       | 44 | 8  | 15 | 21 | 53  | 77 | -24 | 39   |                                             |

## Descenso de categoría

### Puntaje promedio
El promedio de puntos de un equipo consiste en el cociente que se obtiene de la división de su puntaje acumulado en los torneos disputados en las últimas tres temporadas entre la cantidad de partidos que haya jugado durante ese período. Con base en dicho cálculo se determina cuáles son los equipos que descienden a Segunda División. En caso de igualdad en el puntaje para definir qué equipo va al descenso, se resuelve en un partido extra.

- Actualizado el 8 de diciembre de 2018.

| Pos. | Equipo             | 2016 | 2017 | 2018 | Total | PJ  | Prom. | Descenso                    |
| ---- | ------------------ | ---- | ---- | ---- | ----- | --- | ----- | --------------------------- |
| 1    | Olimpia            | 90   | 78   | 102  | 270   | 132 | 2,045 |                             |
| 2    | Libertad           | 83   | 75   | 76   | 234   | 132 | 1,773 |                             |
| 3    | Cerro Porteño      | 66   | 80   | 82   | 228   | 132 | 1,727 |                             |
| 4    | Guaraní            | 83   | 85   | 48   | 216   | 132 | 1,636 |                             |
| 5    | Sol de América     | 63   | 62   | 63   | 188   | 132 | 1,424 |                             |
| 6    | Nacional           | 54   | 50   | 65   | 169   | 132 | 1,280 |                             |
| 7    | Deportivo Capiatá  | 67   | 50   | 45   | 162   | 132 | 1,227 |                             |
| 8    | General Díaz       | 46   | 60   | 46   | 152   | 132 | 1,152 |                             |
| 9    | Deportivo Santaní  | -    | -    | 50   | 50    | 44  | 1,136 |                             |
| 10   | Sportivo Luqueño   | 53   | 50   | 46   | 149   | 132 | 1,129 |                             |
| 11   | Independiente (CG) | -    | 47   | 51   | 98    | 88  | 1,114 | Descenso a Segunda División |
| 12   | 3 de Febrero       | -    | -    | 39   | 39    | 44  | 0,886 | Descenso a Segunda División |